# Elmas Boçe
Elmas Boçe też jako: Elmaz Boçe, Elmaz Effendi (ur. 1850 w Gjirokastrze, zm. 10 października 1925 we wsi Matjan k. Lushnji) – albański nauczyciel, polityk i działacz społeczny, jeden z sygnatariuszy Albańskiej Deklaracji Niepodległości.

## Życiorys
Ukończył gimnazjum Zosimaia w Janinie i zaangażował się w działalność Ligi Prizreńskiej w rodzinnej Gjirokastrze. W listopadzie 1908 był założycielem klubu patriotycznego Drita. Brał aktywny udział w rozwoju pierwszej szkoły albańskiej Lirija w Gjirokastrze. W 1908 brał udział w kongresie narodowym w Manastirze. W listopadzie 1912 był delegatem Gjirokastry do Zgromadzenia Narodowego we Wlorze, które proklamowało Deklarację Niepodległości. Jego podpis widnieje na deklaracji niepodległości. W 1915 wyjechał do Włoch, skąd pod koniec I wojny światowej powrócił do Szkodry. W latach 1921-1924 działał w organizacji Adtheu (Ojczyzna), a następnie w stowarzyszeniu Bashkimi.
W 1909 był założycielem pierwszej grupy teatralnej w Gjirokastrze. Imię Elmasa Boçe nosi jedna z ulic w Gjirokastrze.